# Nairn (circonscription du Parlement d'Écosse)
Pour les articles homonymes, voir Nairn (homonymie).
Nairn dans le Nairnshire était une circonscription de Burgh qui a élu un Commissaire au Parlement d'Écosse et à la Convention des États.
Après les Actes d'Union de 1707, Nairn, Forres, Fortrose et Inverness ont formé le district de Inverness, envoyant un membre à la Chambre des communes de Grande-Bretagne.

## Liste des commissaires de burgh
- 1567 : Nom inconnu[1]
- 1617 : Alexander Dunbar[2]
- 1639–41, 1649 : John Tulloch[3]
- 1648 : John Rose[4]
- 1649 : Hugh Rose de Kilravock[4]
- 1661 : John Rose [5]
- 1665 convention : William Rose[6]
- 1667 convention : William Rose[6]
- 1669–72 : Alexander Rose[4]
- 1678 convention : David Rose[4]
- 1681–2 : Hugh Rose, yr de Broadley[4]
- 1685–6 : Alexander Falconer (fils de l'évêque Falconer)[7]
- 1689 convention : John Rose[6]
- 1689–1702 : John Rose[6]
- 1703–7 : John Rose[6]